# Heinrich Ier Felix von Harburg
Pour les articles homonymes, voir Harburg.
Heinrich Ier Felix von Harburg ou Henri Ier Felix est archevêque et prince-électeur de Mayence de 1142 à 1153. Il est aussi archichancelier du Saint-Empire romain germanique.

## Biographie
Henri I, surnommé Felix, d'une maison illustre, réunit, en sa personne, les prévôtés de la cathédrale et de la collégiale Saint-Victor devant Mayence lorsqu'il est élu pour succéder à l'archevêque Markolf.
C'est à Francfort que se fait son élection en présence des légats du pape, de saint Bernard, et de l'empereur, qui l'investit aussitôt des droits régaliens. Mais il ne reçoit qu'en 1145 le pallium, qui lui est apporté par le cardinal Théoduin. L'an 1146, un moine nommé Raoul, excitant les peuples de Mayence, de Cologne, et des lieux voisins, à massacrer les Juifs,
l'archevêque Henri consulta, par lettres, sur ce point l'abbé de Clairvaux. La réponse fut qu'il fallait réprimer le fanatique et lui interdire la prédication.
L'empereur Conrad III de Hohenstaufen, se disposant à partir pour la croisade, confie, l'an 1147, à l'archevêque de Mayence la tutelle de Henri (1137-1150), son fils, qu'il vient de faire élire roi des romains, avec le vicariat de l'empire. Le prélat vient en grand cortège, la même année, trouver le pape Eugène III, à Trêves, où il fait une entrée pompeuse, le premier dimanche de l'Avent. Il remet au pontife une lettre du jeune prince, son élève, qui l'appelle carissimum patrem ac prœceptorem, atque adjutorem nostrum.
Henri entreprend de réformer, malgré eux, ses chanoines. Pour se venger, ils l'accusent auprès du pape de négligence dans l'exercice de ses fonctions. Obligé de se défendre, il fait partir, l'an 1152, Arnoul de Selenhofen, prévôt de la collégiale de Saint-Pierre, pour aller plaider sa cause à Rome. Ce député, qu'il a comblé de bienfaits, trompe ses intentions, d'une manière aussi ingrate que perfide; car, au lieu de le justifier, il appuie les griefs allégués contre lui, et demande des commissaires au pape, pour venir les vérifier sur les lieux.
Deux cardinaux, Bernard et Grégoire, envoyés pour ce sujet, s'étant rendus, l'an 1153, à Worms, déposent le prélat accusé, sans égard pour une lettre que saint Bernard leur a écrite en sa faveur (lettre 302), et lui substituent Arnoul. Les historiens sont partagés sur ce jugement. Othon de Frisingue, écrivain grave et contemporain, le donne pour équitable. Conrad, auteur de la chronique de Mayence, qui vivait au XIIIe siècle, et Dodechin, prétendent qu'il est le fruit de la corruption, et qu'une somme d'argent, offerte aux légats, en fut le prix. Quoi qu'il en soit, Henri, après en avoir appelé au tribunal de Jésus-Christ, se retire en Saxe, où il meurt à l'abbaye Amelungsborn et est inhumé à Einbeck, consumé de chagrin, le premier septembre de la même année. Son archevêché ne l'a pas enrichi. Il avait coutume de dire :
Fui dives canonicus, pauper præpositus, mendicus episcopus.